# Koreanischer Schlangenhaut-Ahorn

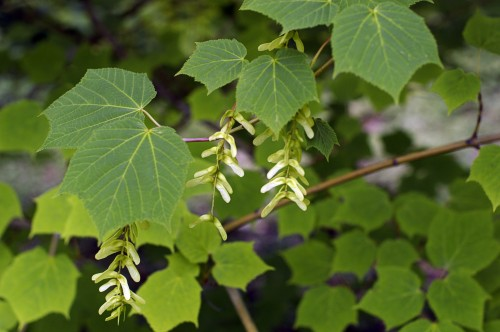
Blätter und junge Früchte

Der Koreanische Schlangenhaut-Ahorn (Acer tegmentosum) ist eine Pflanzenart aus der Gattung der Ahorne (Acer) in der Familie der Seifenbaumgewächse (Sapindaceae). Sie ist im östlichen Asien beheimatet.

## Beschreibung

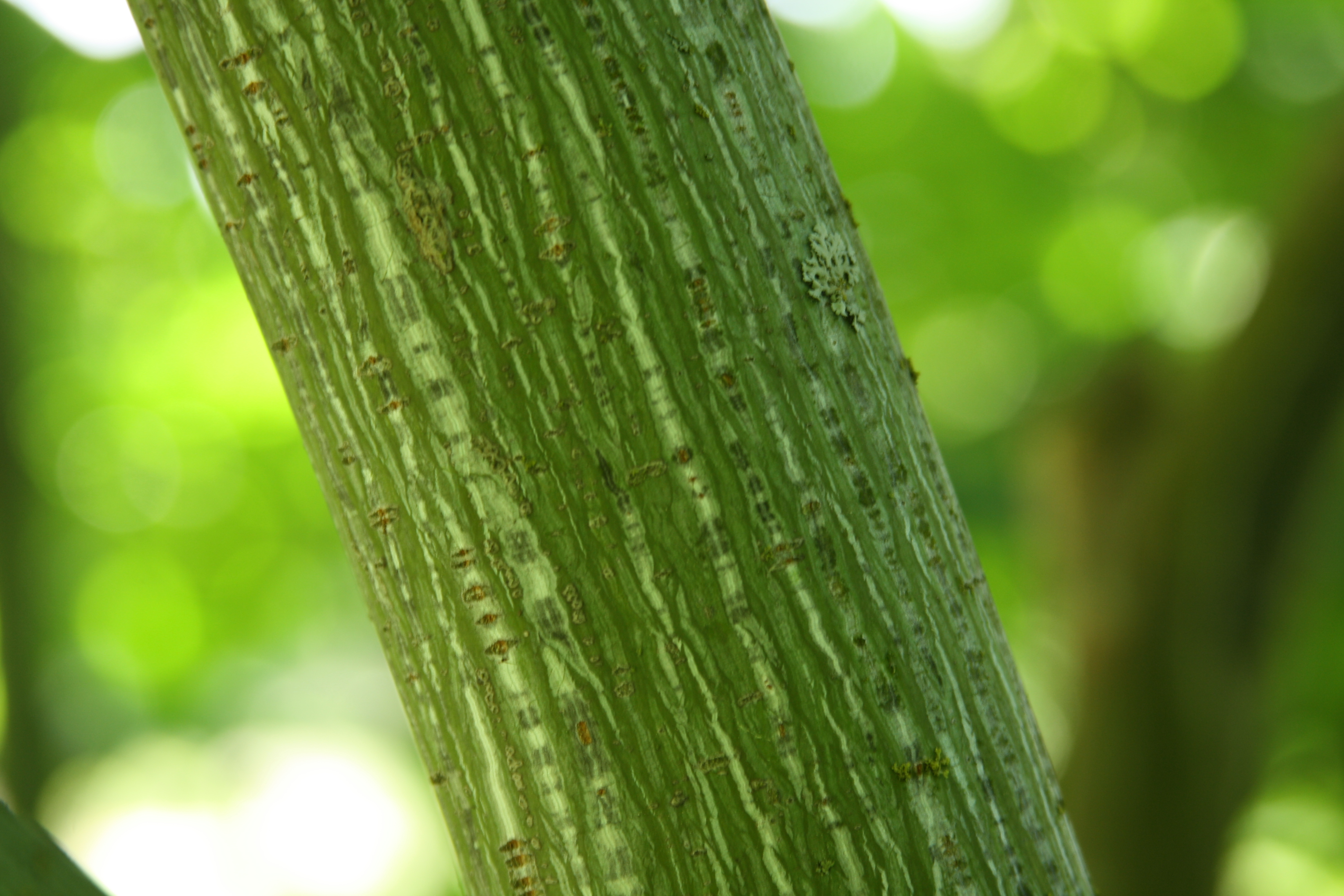
Borke

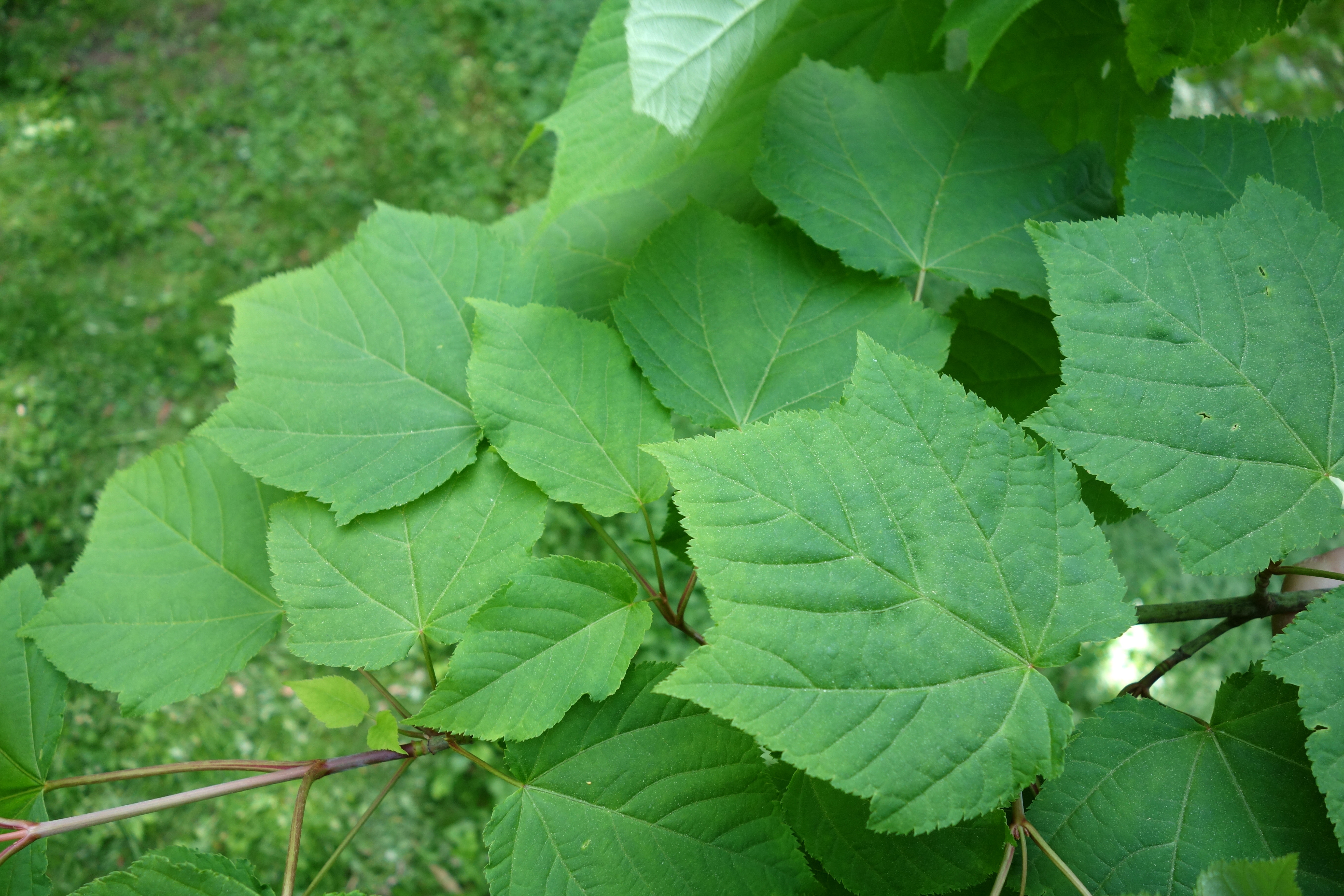
Laubblätter

### Vegetative Merkmale
Der Koreanische Schlangenhaut-Ahorn wächst als sommergrüner Baum der Wuchshöhen von bis über 10 Metern, selten bis über 15 Metern erreichen kann. Der Stammdurchmesser erreicht bis über 20 Zentimeter, selten bis über 35 Zentimeter. Die grünliche bis grünlich-graue Borke besitzt durch ihre Lentizellen auffällige, kreideweiße Streifen, darauf bezieht sich der Namensteil „Schlangenhaut“. Die Zweige besitzen eine glatte, während des Winters bläulich-weiße Rinde. Die elliptischen Winterknospen sind blau. 
Die gegenständig an den Zweigen angeordneten Laubblätter sind gestielt. Der kahle und teils rötliche, teils rinnige Blattstiel weist eine Länge von meist 4 bis 7, selten bis zu 13 Zentimetern auf. Die leicht ledrige, einfache, eiförmige bis rundliche und spitze bis zugespitzte, gelappte Blattspreite ist mit einer Länge von 10 bis 12 Zentimeter und einer Breite von 7 bis 9 Zentimetern drei- oder fünflappig, -zähnig mit einer abgerundeten bis leicht herzförmigen Basis. Die Blattlappen oder Zähne sind spitz bis zugespitzt. Der Blattrand ist spitzig doppelt gesägt. Die Blattoberseite ist kahl und die Unterseite hellgrün gefärbt mit gelblichen Haaren an den Aderachseln. Es sind fünf Hauptnerven und sieben oder acht Paare Seitennerven vorhanden.

### Generative Merkmale
Acer tegmentosum ist einhäusig monözisch. Die Blütezeit liegt in China im April. Der endständige und hängende, traubige Blütenstand enthält etwa 15 Blüten. Der Blütenstiel ist etwa 5 Millimeter lang.
Die kleinen, funktionell eingeschlechtlichen und fünfzähligen, gelb-grünen Blüten besitzen eine doppelte Blütenhülle. Die fünf Kelchblätter sind mit einer Länge von etwa 3 Millimetern und einer Breite von etwa 1,5 Millimetern länglich und stumpf. Die fünf Kronblätter sind mit einer Länge von etwa 3 Millimetern und einer Breite von etwa 2 Millimetern verkehrt-eiförmig. Es ist jeweils, ein kahler, intrastaminaler Diskus vorhanden. In den männlichen Blüten sind acht kurze und kahle Staubblätter sowie ein rudimentärer Fruchtknoten vorhanden. In den weiblichen Blüten sind rudimentäre Staubblätter sowie ein kahler Fruchtknoten und ein kurzer Griffel vorhanden. 
Die gelblich-braune, geflügelte und einsamige Flügelnuss ist mit dem Flügel 2,5 bis 3 Zentimeter lang und 1 bis 1,3 Zentimeter breit. Die Nuss selbst ist flach oder etwas konvex. Die Flügel der zweiteiligen Spaltfrucht sind stumpfwinklig bis fast horizontal ausgebreitet. Die Früchte reifen im September. 
Die Chromosomenzahl beträgt 2n = 26.

## Vorkommen
Acer tegmentosum ist in Sibirien, Korea und China verbreitet. In China gedeiht Acer tegmentosum in Kiefern- und Mischwäldern in Höhenlagen von 500 bis 1000 Metern in den Provinzen Heilongjiang, Jilin und Liaoning.

## Systematik
Die Erstbeschreibung von Acer tegmentosum erfolgte 1856 durch Karl Johann Maximowicz in Bulletin de la Classe Physico-Mathématique de l'Académie Impériale des Sciences de Saint-Pétersbourg, 15, S. 125. Ein Synonym für Acer tegmentosum Maxim. ist Acer pensylvanicum var. tegmentosum (Maxim.) Wesm. Acer tegmentosum gehört zur Sektion Macrantha innerhalb der Gattung Acer.